# Philomath (Oregon)
Philomath (kiejtése: [fᵻˈloʊməθ]) az Amerikai Egyesült Államok északnyugati részén, Oregon állam Benton megyéjében, Corvallistól 8 km-re nyugatra, a 20-as út mentén helyezkedik el. A 2010. évi népszámláláskor 4584 lakosa volt. A város területe 5,31 km², melyből 0,49 km² vízi.
A város a corvallisi agglomerációban helyezkedik el.

## Történet
A közösség nevét az 1867-ben az Egyesített Testvérek Katolikus Egyháza által alapított Philomath Főiskoláról kapta; a szó jelentése görögül „tanulás szeretete”. Philomath városi rangot 1882. október 20-án kapott. A felsőoktatási intézmény 1929-ben szűnt meg, amikor drasztikusan csökkent a beiratkozók száma.

## Éghajlat
A térség nyarai melegek (de nem forróak) és szárazak; a havi maximum átlaghőmérséklet 22 °C. A Köppen-skála alapján a város éghajlata meleg nyári mediterrán (Csb-vel jelölve). A legcsapadékosabb a november–január, a legszárazabb pedig a július–augusztus közötti időszak. A legmelegebb hónap július és augusztus, a leghidegebb pedig december.
| Hónap                         | Jan.  | Feb.  | Már. | Ápr. | Máj. | Jún. | Júl. | Aug. | Szep. | Okt. | Nov.  | Dec.  | Év    |
| ----------------------------- | ----- | ----- | ---- | ---- | ---- | ---- | ---- | ---- | ----- | ---- | ----- | ----- | ----- |
| Rekord max. hőmérséklet (°C)  | 17,2  | 22,2  | 25,6 | 28,9 | 35,0 | 38,9 | 46,0 | 41,7 | 36,7  | 31,1 | 21,1  | 16,1  | 46,0  |
| Átlagos max. hőmérséklet (°C) | 8,3   | 10,6  | 13,3 | 16,1 | 20,0 | 22,8 | 27,2 | 27,2 | 24,4  | 17,8 | 11,7  | 7,8   | 17,3  |
| Átlaghőmérséklet (°C)         | 4,5   | 5,6   | 7,9  | 9,7  | 13,1 | 15,9 | 18,9 | 18,9 | 16,4  | 11,4 | 7,0   | 3,9   | 11,1  |
| Átlagos min. hőmérséklet (°C) | 0,6   | 0,6   | 2,2  | 3,3  | 6,1  | 8,9  | 10,6 | 10,6 | 8,3   | 5,0  | 2,2   | 0,0   | 4,9   |
| Rekord min. hőmérséklet (°C)  | −15,6 | −16,7 | −6,7 | −4,4 | −2,2 | 0,0  | 3,9  | 1,7  | 0,0   | −5,6 | −11,7 | −16,7 | −16,7 |
| Átl. csapadékmennyiség (mm)   | 285   | 224   | 188  | 117  | 71   | 45   | 10   | 14   | 39    | 111  | 278   | 332   | 1714  |
| Forrás: The Weather Channel   |       |       |      |      |      |      |      |      |       |      |       |       |       |

## Népesség

### 2010
A 2010-es népszámláláskor a városnak 4584 lakója, 1733 háztartása és 1203 családja volt. A népsűrűség 951 fő/km2. A lakóegységek száma 1837, sűrűségük 425,2 db/km2. A lakosok 91,1%-a fehér, 0,7%-a afroamerikai, 1,2%-a indián, 1%-a ázsiai,  2,4%-a egyéb, 3,7%-a pedig kettő vagy több etnikumú. A spanyol vagy latino származásúak aránya 6,7% (4,9% mexikói, 0,2% Puerto Ricó-i,  1,6% egyéb spanyol vagy latino származású.)
A háztartások 38,2%-ában élt 18 évnél fiatalabb. 51,7% házas, 14% egyedülálló nő, 3,8% egyedülálló férfi, 30,6% pedig nem család. 23,4% egyedül élt; 5,9%-uk 65 éves vagy idősebb. Egy háztartásban átlagosan 2,64 személy élt; a családok átlagmérete 3,11 fő.
A medián életkor 34,3 év volt. A város lakóinak 27,9%-a 18 évesnél fiatalabb, 9,2% 18 és 24 év közötti, 27,2%-uk 25 és 44 év közötti, 26,3%-uk 45 és 64 év közötti, 9,4%-uk pedig 65 éves vagy idősebb. A lakosok 47,8%-a férfi, 52,2%-a pedig nő.

### 2000
A 2000-es népszámláláskor  a városnak 3838 lakója, 1346 háztartása és 1017 családja volt. A népsűrűség 796,3 fő/km2. A lakóegységek száma 1434, sűrűségük 297,5 db/km2. A lakosok 93,25%-a fehér, 0,16%-a afroamerikai, 1,64%-a indián, 1,2%-a ázsiai, 0,23%-a a Csendes-óceáni szigetekről származik, 1,25%-a egyéb-, 2,27%-a pedig kettő vagy több etnikumú. A spanyol vagy latino származásúak aránya 3,93% (3,2% mexikói,   0,7% pedig egyéb spanyol/latino származású.)
A háztartások 47,3%-ában élt 18 évnél fiatalabb. 55,8% házas, 15,1% egyedülálló nő; 24,4% pedig nem család. 18,6% egyedül élt; 5,1%-uk 65 éves vagy idősebb. Egy háztartásban átlagosan 2,85 személy élt; a családok átlagmérete 3,22 fő.
A város lakóinak 34,3%-a 18 évesnél fiatalabb, 7,1% 18 és 24 év közötti, 32,1%-uk 25 és 44 év közötti, 19,6%-uk 45 és 64 év közötti, 6,9%-uk pedig 65 éves vagy idősebb. A medián életkor 32 év volt. Minden 100 nőre 98,9 férfi jut; a 18 évnél idősebb nőknél ez az arány 95,2.
A háztartások medián bevétele 41 461 amerikai dollár, ez az érték családoknál $42 578. A férfiak medián keresete $36 104, míg a nőké $25 281. A város egy főre jutó bevétele (PCI) $16 620. A családok 6,5%-a, a teljes népesség 8,2%-a élt létminimum alatt; a 18 év alattiaknál ez a szám 9,2%, a 65 évnél idősebbeknél pedig 10,2%.

## Gazdaság
A városban számos fűrésztelep található. A Gene Tools, LLC morfolino antiszensz oligonukleotidokat készít. A Wet Labs oceanográfiai mérőeszközöket gyárt. Az Alyrica Networks látja üzemelteti a helyi Wi-Fi hálózatot, valamint széles sávú vezetékes internetet is biztosít. A Solar Summit napelemekra és egyéb megújuló energiaforrásokra specializálódott. A Pioneer egy telefonszolgáltató, a Gathering Together Farm pedig az USA egyik első minősített organikus zöldségfarmja, amely hozzájárult az agroturizmus helyi kialakulásához.

## Oktatás
A település a Philomath-i Iskolakerülethez tartozik; az itt található intézmények:
- Philomath Elementary School
- Philomath Primary School
- Philomath Middle School
- Philomath High School

## Média

### Újság
A város lapja a Lee Enterprises által publikált Philomath Express; ezen felül a vállalat adja ki a Corvallis Gazette-Times, az Albany Democrat-Herald és a Lebanon Express újságokat is.

### Film
A Clear Cut: The Story of Philomath, Oregon bemutatja a helyi kulturális változásokat a kezdetektől (faipar) az információs társadalomig. Az alkotást 2006-ban, a Sundance-i Filmfesztiválon mutatták be.

## Fordítás
Ez a szócikk részben vagy egészben  a   Philomath, Oregon című angol Wikipédia-szócikk ezen változatának fordításán alapul.  Az eredeti cikk szerkesztőit annak laptörténete sorolja fel. Ez a jelzés csupán a megfogalmazás eredetét és a szerzői jogokat jelzi, nem szolgál a cikkben szereplő információk forrásmegjelöléseként.